# Microleptes obenbergeri
Microleptes obenbergeri là một loài tò vò trong họ Ichneumonidae.